# Sender Saalfeld

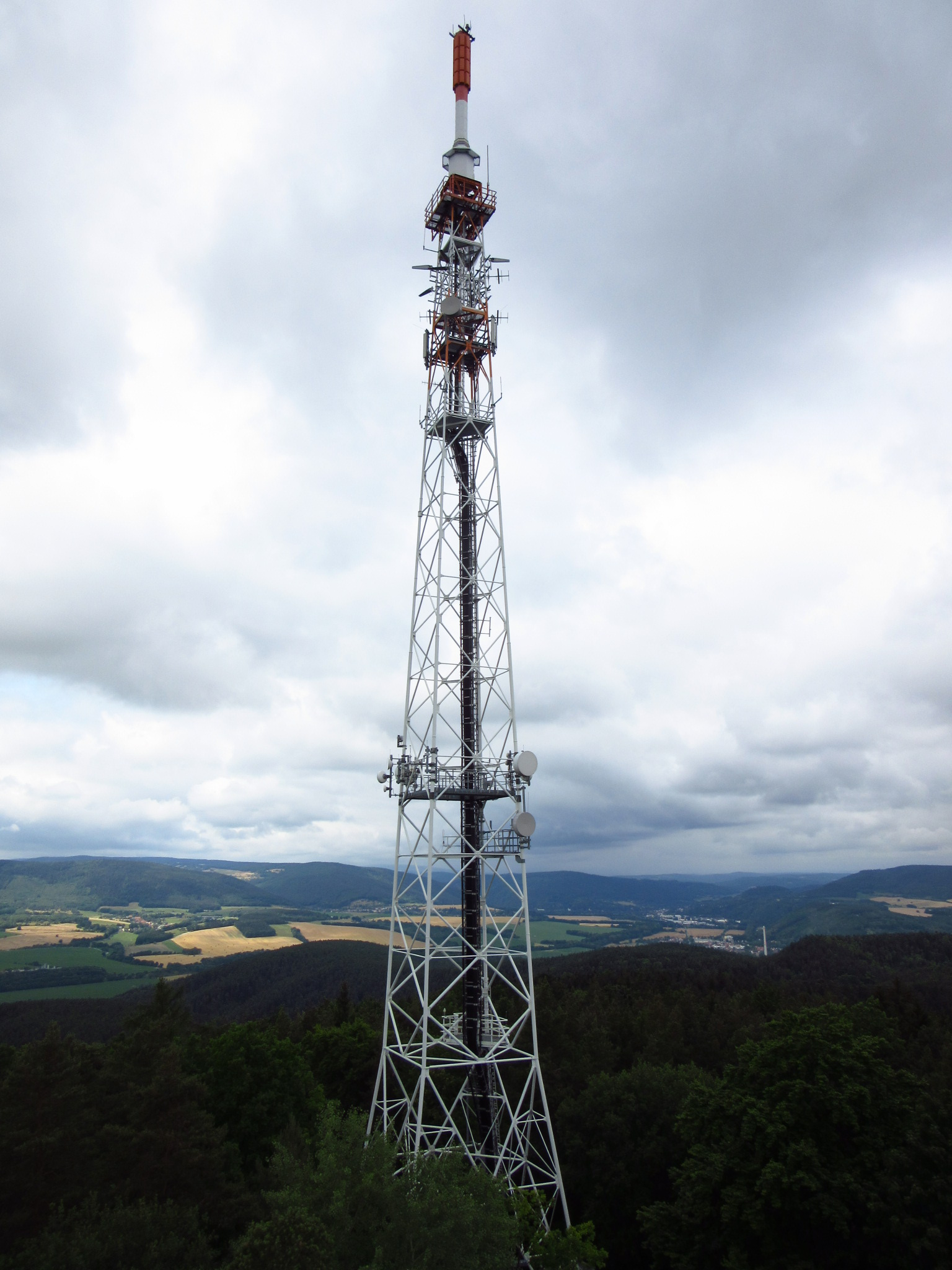
Sendeturm im Jahre 2015 mit GfK Zylinder

Auf dem Kulm betreibt die Deutsche Funkturm, eine Tochtergesellschaft der Deutschen Telekom einen 78,8 Meter hohen Sendeturm für Ultrakurzwelle (UKW), Digital Radio DAB+, Mobilfunk und Richtfunk.
Dieser als frei stehender Stahlfachwerkturm ausgeführte Turm wurde 1973/1974 errichtet und ist seitdem in Betrieb. Zu DDR-Zeiten existierte in Saalfeld ein Mittelwellensender, der auf der Frequenz 1602 kHz das Programm DT64 mit 1 kW-Sendeleistung verbreitete.

## Frequenzen und Programme

### Analoges Radio (UKW)
Beim Antennendiagramm sind im Falle gerichteter Strahlung die Hauptstrahlrichtungen in Grad angegeben.
| Frequenz (MHz) | Programm               | RDS PS            | RDS PI | Regionalisierung | ERP (kW) | Antennendiagramm rund (ND)/gerichtet (D) | Polarisation horizontal (H)/vertikal (V) |
| -------------- | ---------------------- | ----------------- | ------ | ---------------- | -------- | ---------------------------------------- | ---------------------------------------- |
| 97,6           | Radio Top 40           | *TOP_40*          | DAFA   | –                | 0,05     | D (130°-170°, 190°-290°, 310°-350°)      | H                                        |
| 98,7           | Deutschlandfunk        | __Dlf___          | D210   | –                | 0,1      | D (170°-250°, 280°-0°)                   | H                                        |
| 105,2          | Offener Kanal Saalfeld | _SRB.FM_          | 15F1   | –                | 0,3      | D (130°-280°, 320°-0°)                   | H                                        |
| 104,6          | MDR Aktuell            | __MDR___ AKTUELL_ | D3D5   | –                | 0,1      | D (130°-280°, 320°-0°)                   | H                                        |

### Digitales Radio (DAB)
Seit dem 14. Dezember 2022 wird DAB+ in vertikaler Polarisation und im Gleichwellenbetrieb mit anderen Sendern ausgestrahlt.
| Block                    | Programme (Datendienste) | ERP (kW) | Antennen- diagramm rund (ND), gerichtet (D) | Polarisation horizontal (H)/ vertikal (V) | Gleichwellennetz (SFN) |
| ------------------------ | --- | -------- | ------------------------------------------- | ----------------------------------------- | --- |
| 8B Thueringen (D__00229) | DAB+ Block des MDR: - MDR Jump (88 kbps) - MDR Kultur (88 kbps) - MDR Tweens (80 kbps) - MDR Sputnik (88 kbps) - MDR Aktuell (72 kbps) - MDR Klassik (112 kbps) - MDR Schlagerwelt (TH) (88 kbps) - MDR Thüringen Mitte-West (Erfurt) (88 kbps) - MDR Thüringen Ost (Gera) (88 kbps) - MDR Thüringen Süd (Suhl) (88 kbps) - MDR Thüringen Nord (Heiligenstadt) (88 kbps) - MDR TPEG (16 kbps) - MDR EPG (16 kbps) | 1        | ND                                          | V                                         | Altenburg, Bleßberg (Sonneberg), Dingelstädt, Erfurt (Funkhaus), Gera (Langenberg), Hoher Meißner, Inselsberg, Jena (Oßmaritz), Kreuzberg, Kulpenberg, Lobenstein (Sieglitzberg), Reichenbach (Netzschkau), Saalfeld (Kulm), Saalfeld (Remda), Suhl (Erleshügel), Weimar (Ettersberg) |

### Digitales Fernsehen (DVB-T)
Die DVB-T-Ausstrahlungen liefen seit dem 1. Juli 2008 und waren im Gleichwellenbetrieb (Single Frequency Network) mit anderen Sendestandorten. Sie fanden bis zum 24. April 2018 entsprechend der nachfolgenden Tabelle statt.
| Kanal | Frequenz (MHz) | Multiplex                    | Programme im Multiplex                                                                                      | ERP (kW) | Antennendiagramm rund (ND)/ gerichtet (D) | Polarisation horizontal (H)/ vertikal (V) | Modulations- verfahren | FEC | Guard- intervall | Bitrate (MBit/s) | SFN |
| ----- | -------------- | ---------------------------- | --- | -------- | ----------------------------------------- | ----------------------------------------- | ---------------------- | --- | ---------------- | ---------------- | --- |
| 21    | 474            | ARD Digital (MDR)            | - Das Erste (MDR) - ARTE - Phoenix - One                                                                    | 5        | ND                                        | V                                         | 64-QAM                 | 2/3 | 1/4              | 19,91            | Saalfeld (Kulm), Sonneberg (Bleßberg), Erfurt-Windischholzhausen, Weimar (Großer Ettersberg)                    |
| 27    | 522            | ARD regional (MDR Thüringen) | - mdr Fernsehen Thüringen - rbb Fernsehen Brandenburg - Bayerisches Fernsehen Nord (Franken) - hr-fernsehen | 5        | ND                                        | V                                         | 64-QAM                 | 2/3 | 1/4              | 19,91            | Saalfeld (Kulm), Sonneberg (Bleßberg), Gera-Roschütz, Erfurt-Windischholzhausen, Weimar (Großer Ettersberg)     |
| 50    | 706            | ZDFmobil                     | - ZDF - 3sat - ZDFinfo - KiKA (06–21:00 Uhr)/ZDFneo (21–06:00 Uhr)                                          | 5        | ND                                        | V                                         | 16-QAM (8-k-Modus)     | 2/3 | 1/4              | 13,27            | Saalfeld (Kulm), Sonneberg (Bleßberg), Großer Inselsberg, Erfurt-Windischholzhausen, Weimar (Großer Ettersberg) |

### Analoges Fernsehen (PAL)
Vor der Umstellung auf DVB-T diente der Sendestandort weiterhin für analoges Fernsehen:
| Kanal | Frequenz (MHz) | Programm                | ERP (kW) | Sendediagramm rund (ND)/ gerichtet (D) | Polarisation horizontal (H)/ vertikal (V) |
| ----- | -------------- | ----------------------- | -------- | -------------------------------------- | ----------------------------------------- |
| 41    | 631,25         | Das Erste (MDR)         | 0,2      | D                                      | H                                         |
| 47    | 679,25         | MDR Fernsehen Thüringen | 0,2      | D                                      | H                                         |
| 54    | 735,25         | ZDF                     | 0,2      | D                                      | H                                         |